# قطعنامه ۱۹۷۵ شورای امنیت
قطعنامه  ۱۹۷۵ شورای امنیت سازمان ملل متحد که در تاریخ ۳۰ مارس ۲۰۱۱ تصویب شد، سندی بین‌المللی دربارهٔ بررسی وضعیت ساحل عاج است. این قطعنامه طی نشست ۶۵۰۸ام با ۱۵ رای موافق، ۰ مخالف و ۰ ممتنع تصویب شد.